# 미루지돈대
미루지돈대(彌樓只墩臺)는 인천광역시 강화군 화도면 여차리에 있는 조선시대의 돈대이다. 1999년 3월 29일 인천광역시의 기념물 제40호로 지정되었다.

## 개요
돈대는 적의 움직임을 살피거나 공격에 대비하기 위하여 영토 내 접경지역 또는 해안지역의 감시가 쉬운 곳에 마련한 초소이다. 대개 높은 평지에 쌓아두는데, 밖은 성곽으로 높게 하고, 안은 낮게 하여 포를 설치해 두는 시설물이다.
이 돈대는 높이 2.2m, 둘레 128m의 규모로, 성곽은 돌을 이용해 직사각형으로 쌓고, 해안쪽을 향해 4개소의 포좌(포놓는 자리)를 설치해 놓았다. 성곽 위에는 몸을 숨길 수 있도록 낮게 쌓았던 담의 흔적만 남아 있다. 출입구는 윗부분이 무지개 모양을 이루고 있어 다른 돈대와는 다른 독특한 모습이다.
조선 숙종 5년(1679) 윤이제가 강화유수로 있을 때 설치한 것으로, 장곶보의 관리하에 있었다 한다.

## 참고 자료
- 미루지돈대 - 국가유산청 국가유산포털